# Lasia fruticella
Lasia fruticella là một loài Rêu trong họ Leptodontaceae. Loài này được Mitt. mô tả khoa học đầu tiên năm 1891.